# (6459) Hidesan
(6459) Hidesan est un astéroïde de la ceinture principale.

## Description
(6459) Hidesan est un astéroïde de la ceinture principale. Il fut découvert le 28 octobre 1992 à Kitami par Kin Endate et Kazuro Watanabe. Il présente une orbite caractérisée par un demi-grand axe de 3,03 UA, une excentricité de 0,10 et une inclinaison de 10,6° par rapport à l'écliptique.

## Compléments